# Spoorlijn 69B
Lijn 69B was een spoorlijn gelegen in Henegouwen en West-Vlaanderen. Het begin van de lijn lag in Waasten, waar de lijn afsplitste van spoorlijn 67. Het eindpunt lag in Nieuwkerke.

## Geschiedenis
De lijn is tijdens de Eerste Wereldoorlog door het Engelse leger vanuit Bailleul aangelegd ter bevoorrading van het IJzerfront. Dit gedeelte werd geopend in de zomer van 1916 en in maart 1918 verlengd tot de artilleriestelling bij Mesen. Op 30 oktober werd de lijn verlengd tot Waasten. Na de oorlog werd het gedeelte van Waasten tot Nieuwekerke opgenomen in het net van de staatsspoorwegen. Reizigersverkeer was er van 30 september 1920 tot 6 oktober 1929. Tot 1962 is de lijn in gebruik geweest voor goederenverkeer en opgebroken in 1965. De lijn was enkelsporig uitgevoerd en is nooit geëlektrificeerd.

## Aansluitingen
In de volgende plaatsen was er een aansluiting op de volgende spoorlijn:
Waasten
Spoorlijn 67 tussen Komen en Le Touquet